# The Scar of Shame
Pour plus de détails, voir Fiche technique et Distribution.
The Scar of Shame est un mélodrame muet américain produit et écrit par David Starkman et réalisé par Frank Peregini. Tourné durant l'hiver 1927 et sorti en avril 1929, c'est l'un des premiers race film.

## Présentation
Le film est un mélodrame muet mettant en vedette des acteurs noirs et écrit pour un public majoritairement noir. Les premières projections ont eu lieu du 13 au 17 avril 1929 au M&S Douglas Theatre de New York et du 15 au 20 avril 1929 au Gibson's Theatre de Philadelphie.
Produit par la Colored Players Film Corporation (en) de Philadelphie, le film est l'un des premiers exemples de race film, film dans lequel une distribution entièrement noire interprète un long métrage spécifiquement destiné à un public noir. Le producteur et scénariste David Starkman ainsi que le réalisateur Frank Peregini sont tous deux blancs. C'est aussi l'un des derniers race film muets.
Le film émerge à une époque de grandes percées non seulement dans le cinéma afro-américain mais dans tout l'art avec la Renaissance de Harlem quand « un nouveau sens de la conscience noire a émergé » probablement après avoir été témoin de la bravoure des soldats afro-américains pendant la Première Guerre mondiale. Il s'agissait d'une collaboration au cours de l'année 1927 entre une « distribution noire, une équipe blanche et une équipe de production interraciale », « Colored Players », équipe composée pour la plupart de blancs. The Scar of Shame est l'un des trois films produits par cette société, fondée en 1926 à Philadelphie.

## Fiche technique
- Titre original :  The Scar of Shame
- Réalisation : Frank Peregini
- Scénario : David Starkman
- Photographie : Al Liguori
- Montage :
- Musique : Philip Carli
- Pays de production : États-Unis
- Langue originale : anglais
- Format : noir et blanc
- Genre : mélodrame
- Durée : 68 minutes (8 bobines)
- Dates de sortie :
  - États-Unis : 26 avril 1929

## Distribution
- Harry Henderson (en) : Alvin Hillyard
- Norman Johnstone : Eddie Blake
- Ann Kennedy : Lucretia Green
- Lucia Lynn Moses : Louise Howard
- William E. Pettus : Spike' Howard
- Lawrence Chenault : Ralph Hathaway
- Pearl McCormack : Alice Hathaway
- Charles Gilpin : Lido Club Gambler (non crédité)
- Shingzie Howard : Louise's Maid (non créditée)